# Argema groenendaeli
Argema groenendaeli är en fjärilsart som beskrevs av Walter Karl Johann Roepke 1954. Argema groenendaeli ingår i släktet Argema och familjen påfågelsspinnare. Inga underarter finns listade i Catalogue of Life.